# Westerrönfeld
Westerrönfeld er en kommune og en by i det nordlige Tyskland, beliggende i Amt Jevenstedt i den sydlige del af Kreis Rendsborg-Egernførde. Kreis Rendsborg-Egernførde ligger i den centrale del af delstaten Slesvig-Holsten.

## Geografi
Kommunen ligger ved Kielerkanalen. Nabokommuner er (med uret fra nord): Rendsborg, Jevenstedt og Schülp. I tidligere tider var der hedeområder og klitter, men der er kun lidt bevaret.
Fra 1901 til 1957 var der holdeplads for Rendsburger Kreisbahn, der gik fra Rendsborg til Hohenwestedt, men den blev nedlagt i 1957.
Westerrönfeld ligger ved Bundesstraße 77 fra Rendsborg mod Itzehoe og Bundesstraße 202, der fra Sankt Peter-Ording over Rendsborg i retning mod Kiel, og i Osterrönfeld (tilkørsel Schacht-Audorf) munder ud i motorvejen A 210. Dermed er kommunen også forbundet med A 7.